# Harrie Kwinten
Henricus Johannes „Harrie“ Kwinten (* 8. September 1962 in Eindhoven) ist ein ehemaliger niederländischer Hockeyspieler, der 1990 Weltmeister wurde.

## Sportliche Karriere
Der 1,83 Meter große Harrie Kwinten bestritt von 1989 bis 1992 19 Länderspiele für die niederländische Nationalmannschaft, in denen er ein Tor erzielte.
Kwinten debütierte im Dezember 1989 in der Nationalmannschaft. Bei der Weltmeisterschaft in Lahore im Februar 1990 rückte er im letzten Gruppenspiel gegen Australien in die Mannschaft, die Niederländer unterlagen 0:1 und wurden Gruppenzweite hinter den Australiern. Es blieb Kwintens einziger Weltmeisterschaftseinsatz. Nach dem 3:2-Halbfinalsieg über die deutsche Mannschaft gewannen die Niederländer im Finale mit 3:1 gegen die Mannschaft des Gastgeberlandes Pakistan. 1992 trafen sich die Mannschaften Pakistans und der Niederlande bei den Olympischen Spielen in Barcelona sowohl in der Vorrunde als auch im Spiel um den dritten Platz und beide Male siegten die Pakistaner. Kwinten wirkte nur beim Vorrundenspiel gegen Malaysia mit, als er eine Minute vor Schluss für Pieter van Ede eingewechselt wurde.
Auf Vereinsebene spielte Kwinten für den Eindhovense Mixed Hockey Club.